# Den lille røde bog for skoleelever
Bogen Den lille røde bog for skoleelever (ISBN 87-412-3112-0) blev udgivet i 1969 af Bo Dan Andersen, Søren Hansen og Jesper Jensen. Den beskrev, hvordan man kunne påvirke sin lærer, bl.a. ved at gå i seng med vedkommende. Bogen, der var inspireret af Maos lille røde, fik meget kritik, da den blev udgivet, da den også handlede om stoffer, alkohol og rygning, og er også blevet forbudt i flere lande.

## Reference
1. ↑  6. oplag, 1970
2. ↑  "Alle voksne er papirtigre!". information.dk. 11. juli 2014. Arkiveret fra originalen 13. juli 2014. Hentet 16. juni 2015.